# Emmanuel Hiel
Emmanuel Hiel, també conegut com a Emanuel Hiel (Dendermonde, 30 de maig 1834 - Schaarbeek, 27 d'agost de 1899), fou un poeta i escriptor en neerlandès de Flandes a Bèlgica.
Va obrir una llibreria a Sint Gillis només amb llibres en llengua neerlandesa, cosa que era un repte en la seva època. Va escriure i traduir moltes cançons. La seva llibreria va fer fallida i se'n va anar a Brussel·les per a esdevenir funcionari al servei de duana de la ciutat de Brussel·les i més tard com a funcionari al ministeri d'afers interiors de Bèlgica. El 1869 va esdevenir bibliotecari del Koninklijk Nijverheidsmuseum (museu reial de la indústria) i professor de dicció de neerlandès al Conservatori reial de Brussel·les.
Va influenciar molt el compositor Peter Benoit. Junts van actuar per a promoure el neerlandès i la cultura neerlandesa a una època a la qual el jove estat belga feia tot per a erradicar tot el que no era pas francès.
Emmanuel Hiel va morir a l'edat de 65 anys el 1899.

## Obra
- Looverkens (1859)
- Nieuwe liedekens (Cançons noves)(1861)
- Gedichten (Poemes)(1863)
- Lucifer (1865)
- De wind (El vent) (1865), lletra d'una cantata d'Hendrik Waelput
- De Schelde (L'Escalda) (1867)
- Gedichten (Poemes) (1868)
- De liefde in het leven (L'amor de la vida) (1870)
- Psalmen, zangen en oratoria (Salms, cants i oratoris) (1870)
- Gedichten (Poemes) (1874)
- Jan Borluut (1875)
- La pacificació de Gant (1876), lletra d'una cantata d'Hendrik Waelput
- De Schelde (L'Escalda) (1867)
- Bloemeken (Flor petita) (1876)
- Held Zannekin, 1879
- Hymnus aan de schoonheid (Himne a la bellesa) (1882)
- Historische zangen (Cants històrics) (1885)
- Flandrialiederen voor ons volk (Cants flamencs per al nostre poble) (1886)
- Monodramen en andere gedichten (Monodrames i altres poesies) (1893)
- Symfonieën en andere gezangen (Simfonies i altres cants) (1894)
- Droomerijen (Somnis) (1895)